# Adam Goldberg
Adam Charles Goldberg (Santa Mónica, California; 25 de octubre de 1970) es un actor, director, productor y músico estadounidense. Como actor en varias ocasiones ha interpretado el papel «prototípico de un joven judío de Nueva York», especialmente en filmes y programas televisivos de los años 1990 y 2000, entre los cuales se destaca su actuación en la parodia The Hebrew Hammer.

## Biografía

### Infancia y juventud
Goldberg nació en Santa Mónica, California, pero durante su niñez vivió cerca de Miami Beach. Sus padres son Earl Goldberg y Donna Goebel (apellido de soltera). Su padre es judío de origen ruso y rumano y su madre es católica de ascendencia mexicana,  irlandesa, francesa y alemana. Fue educado bajo la religión judía y asistió a una escuela hebrea, a pesar de que rehusó que le realizasen su Bar Mitzvá, porque declaró que sería un gesto poco sincero e irrespetuoso de su parte. Después de presenciar una obra teatral escolar de Shakespeare, Goldberg se sintió fascinado y se inscribió en varios talleres de actuación durante su adolescencia. Tuvo una participación muy activa en producciones teatrales durante sus años de estudio en el instituto Sarah Lawrence College. Antes de ser actor, y durante sus primeros papeles, trabajaba en una librería.

### Carrera profesional
El primer papel importante de Goldberg fue en 1992, en la película de Billy Crystal Mr.Saturday Night, pero según él, su primera película "real" fue Dazed and Confused (1993). Sin embargo, el papel que lo llevó a la fama fue el de soldado de infantería en la exitosa película de Steven Spielberg, Saving Private Ryan en 1998, en la cual interpretó a Mellish. A pesar de que ha participado en papeles protagonistas, como en la serie televisiva de 2005 llamada Head Cases, la mayoría de sus apariciones han sido en roles secundarios. 
Algunas de sus actuaciones memorables incluyen a Jerry, el miserable sirviente de Gabriel (interpretado por Christopher Walken), en la película de suspense The Prophecy, y el papel de Eddie Menuek, un psicótico al borde del límite, en la serie televisiva Friends. También ha prestado su voz junto a otros famosos actores de voz como Dan Castellaneta y Charlie Adler. Entre las películas en las que ha utilizado su voz para animar personajes se encuentran Babe: Pig in the City y caricaturas como Eek! The Cat. Goldberg generalmente interpreta personajes de estereotipo judío como en los filmes Dazed and Confused, The Hebrew Hammer e interpretando al hijo de un productor en la serie Entourage.
En el 2005 tuvo una aparición extensa en el documental de la banda Flaming Lips titulado The Fearless Freaks, y en el 2008 tuvo una actuación secundaria en el filme de ciencia ficción Christmas on Mars, que es una película dirigida y escrita por el líder de la banda Flaming Lips, Wayn Coyne. En 1999, apareció en el video musical de "There She Goes" de la banda Sixpence None The Richer.
Goldberg escribió, produjo, dirigió y editó las películas Scotch and Milk y I Love Your Work, así como varios proyectos de televisión, incluyendo el notable filme con recomendaciones de viaje, Running with the Bulls para el canal de televisión IFC. Además es guitarrista y compositor de canciones, y entre sus obras se encuentran la música de las películas I Love Your Work, Running with Bulls, y una canción de la banda sonora del filme Hebrew Hammer. Ha publicado álbumes de rock y jazz, incluyendo el disco elogiado por los críticos Changes, con colaboración del percusionista de jazz latino Phil Maturano. Adam Goldberg ha probado ser un artista y músico serio y dedicado.
También trabajó en la serie policial The Unusuals, donde interpreta a un detective de Nueva York con cáncer cerebral, que se niega a tratarse debido a su rechazo por los médicos. Su personaje fue descrito como "sarcástico" y Goldberg fue descrito como "una de las mejores razones para ver la serie".

### Vida privada
Goldberg mantuvo una relación sentimental con la actriz Christina Ricci, hasta principios de 2006. Ricci declaró a la revista W a mediados de 2006 que habían retomado su relación amorosa y dijo «…Yo la amo y siento como si estuviéramos hechos el uno para el otro». Sin embargo, unos meses después la pareja se separó.

## Filmografía
| Año       | Título                                        | Personaje                       | Notas                                             |
| --------- | --------------------------------------------- | ------------------------------- | ------------------------------------------------- |
| 1992      | Mr. Saturday Night                            | Eugene Gimbel                   |                                                   |
| 1992      | Eek! the Cat                                  | Eek (voz)                       |                                                   |
| 1993      | Son in Law                                    | Indio                           |                                                   |
| 1993      | Dazed and Confused                            | Mike Newhouse                   |                                                   |
| 1995      | Higher Learning                               | David Isaacs                    |                                                   |
| 1995      | ER                                            | Joshua Shem                     |                                                   |
| 1996      | The Prophecy                                  | Jerry                           |                                                   |
| 1996      | Friends                                       | Eddie                           | Actuó en cuatro episodios de la segunda temporada |
| 1996      | Volviendo a Casa 2: Perdidos en San Francisco | Pete (voz)                      |                                                   |
| 1996-1997 | Relativity                                    | Doug Kroll                      |                                                   |
| 1998      | Scotch and Milk                               | Jim                             |                                                   |
| 1998      | Some Girl                                     | Freud                           |                                                   |
| 1998      | Saving Private Ryan                           | Stanley Mellish                 |                                                   |
| 1998      | Babe: Pig in the City                         | Flealick (Voz)                  |                                                   |
| 1999      | EDtv                                          | John                            |                                                   |
| 2000      | Sunset Strip                                  | Marty Shapiro                   |                                                   |
| 2001      | Waking Life                                   | Uno de los cuatro hombres (Voz) |                                                   |
| 2001      | All Over the Guy                              | Brett Miles Sanford             |                                                   |
| 2001      | Fast Sofa                                     | Jack Weis                       |                                                   |
| 2001      | According to Spencer                          | Feldy                           |                                                   |
| 2001      | A Beautiful Mind                              | Sol                             |                                                   |
| 2002      | The Salton Sea                                | Kujo                            |                                                   |
| 2003      | I Love Your Work                              | Cameo                           |                                                   |
| 2003      | The Hebrew Hammer                             | Mordechai Jefferson Carver      |                                                   |
| 2003      | How to Lose a Guy in 10 Days                  | Tony                            |                                                   |
| 2004      | Frankenstein                                  | Detective Michael Sloane        |                                                   |
| 2005      | The Fearless Freaks                           | Cameo                           |                                                   |
| 2005      | Law & Order: Criminal Intent                  | Victor Garros                   |                                                   |
| 2005      | Man About Town                                | Phil Balow                      |                                                   |
| 2005-2006 | Joey                                          | Jimmy                           | 8 Episodios                                       |
| 2006      | My Name Is Earl                               | Philo                           | Episodio 15 - "Something to Live For"             |
| 2006      | Stay Alive                                    | Miller Banks                    |                                                   |
| 2006      | Déjà Vu                                       | Dr. Alexander Denny             |                                                   |
| 2007      | 2 Days in Paris                               | Jack                            |                                                   |
| 2007      | Zodiac                                        | Duffy Jennings                  |                                                   |
| 2007      | Nancy Drew                                    | Director arrogante              |                                                   |
| 2007      | Entourage                                     | Nick Rubenstein                 |                                                   |
| 2007      | Medium                                        | Bruce Rossiter                  |                                                   |
| 2008      | Christmas on Mars                             | Psiquiatra                      |                                                   |
| 2008      | From Within                                   | Roy                             |                                                   |
| 2008      | Miss Nobody                                   | Bill Malloy                     |                                                   |
| 2009      | (Untitled)                                    | Adrian Jacobs                   |                                                   |
| 2009      | The Unusuals                                  | Det. Eric Delahoy               |                                                   |
| 2010      | Norman                                        | Sr. Angelo                      |                                                   |
| 2010      | White Collar                                  | Jason Lang                      | Segunda temporada (1 episodio)                    |
| 2011      | The Prince of Providence                      | Ronnie Glantz                   | Preproducción                                     |
| 2014      | Fargo                                         | Mr.Numbers                      | Primera temporada                                 |
| 2015      | No Way Jose                                   | Jose Stern                      | Posproducción                                     |
| 2016      | Rebirth                                       | Zackary "Zack"                  | Película original de Netflix                      |
| 2017      | Once Upon a Time in Venice                    | Lou                             | Junto a Bruce Willis, Famke Janssen y Jason Momoa |
| 2018      | Taken                                         | Harden Kilroy                   |                                                   |
| 2019      | Running with the Devil                        | The Snitch                      |                                                   |
| 2019      | God Friended Me                               | Simon Hayes                     | 8 episodios                                       |
| 2021      | The Equalizer                                 | Harry Keshegian                 |                                                   |